# Constantin Gamalitchi
Constantin Gamalitchi (ur. 1 lipca 1983) – mołdawski wioślarz.

## Osiągnięcia
- Mistrzostwa Świata – Linz 2008 – dwójka ze sternikiem – 14. miejsce[1].